# 에딘버러시의 영웅
《에딘버러시의 영웅》(영어: Challenge to Lassie)은 1949년 미국에서 개봉한 영화이다.

## 출연
- 에드먼드 그웬 - 트레일
- 도널드 크리스프 - 죠크
- 앨런 웹 - 브라운
- 제랄딘 브룩스 - 수잔
- 로스 포드 - 윌리엄

## 한국판 성우진(KBS)
- 주호성 - 트레일(에드먼드 그웬)
- 김병관 - 죠크(도널드 크리스프)
- 이재명 - 브라운(앨런 웹)
- 강미형 - 수잔(제랄딘 브룩스) / 마을 아이(지미 호킨스)
- 이규화 - 윌리엄(로스 포드)
- 김규식 - 리(아서 실즈) / 프로보스트 경(앨런 내피어)
- 문영래 - 군인(찰스 어린)
- 이봉준 - 재판장(에드먼드 브레온)
- 유영환 - 군인(버논 다우닝)
- 황정란 - 집주인(도리스 로이드)
- 김창주 - 마을 상인(테스 쿠퍼)
- 장승길 - 맥파랜드(럼스덴 헤어)
- 임성표 - 경찰(콜린 테이플리)
- 정옥주 - 맥파랜드 부인(사라 올굿)